# Kári P. Højgaard
Kári Páll Højgaard (født 21. juli 1951 i Strendur, Færøerne) er en færøsk politiker, der siden november 2011 har været landets indenrigsminister. Han er desuden formand for det færøske selvstyreparti Sjálvstýrisflokkurin og for Vestnordisk Råd. 
Højgaard, der i sit civile liv har arbejdet som postbud, begyndte sin politiske karriere i byrådet i Runavíkar kommuna, hvor han sad fra 1988 til 2008. 27. februar 2001 blev han medlem af Færøernes Lagting og blev parlamentarisk leder året efter. Han blev minister i november 2011. Han blev partiformand for første gang i 2002 og fortsatte til oktober 2010, da 2011 Kári á Rógvi blev ny formand. Godt et år senere, efter lagtingsvalget den 28. oktober 2011, som resulterede i, at Kári P. Højgaard  var det eneste mandat fra Sjálvstýrisflokkurin, som blev valgt, blev han igen valgt til partiformand.

## Indenrigsminister fra 14. november 2011 til 5. september 2013
I Kaj Leo Holm Johannesen's anden regering blev Højgaard udnævnt til indenrigsminister. Der blev megen diskussion om sagen om en planlagt Østerøtunnel, som Kári P. Højgaard havde planer om at lade den danske virksomhed CIP bygge finansieret med penge fra PensionDanmark. CIP (Copenhagen Infrastructure Partners) krævede monopol på at opkræve betaling for at køre igennem tunnelen i mindst 30 år og op til 50 år. Østerøtunnelen (også kaldet Skålefjordtunnelen/Skálafjarðartunnilin) er en delvis undersøisk tunnel som skulle gå fra Runavík og under fjorden Skálafjørður med en afkørsel til bygden Strendur på den anden side af fjorden og derefter under fjeldet på vest for Strendur, under sundet, Tangafjørður, som er mellem Østerø og Strømø og så komme op et sted nord for Thorshavn. CIP forlangte at alle detaljer i sagen skulle hemmeligholdes. Aftalen var klar at underskrive den 27. juni 2013, men pga. den store medieomtale, forskellige oplysninger som sivede ud til medierne, og modstand fra opposititionen og nogle af politikerne i regeringen, valgte lagmanden at aftalen ikke skulle underskrives den 27. juni, men at lagtinget skulle have lov til at lovgive omkring Østerøtunnelen. Flere politikere mente dog, at det var et problem, at de ikke fik lov til at læse aftalen, uden først at underskrive en fortrolighedsklausul, hvor de lovede at de ikke ville fortælle nogen om noget som helst som stod i aftalen, heller ikke diskutere detaljer fra aftalen i Lagtinget. Aftalen skulle efter planen underskrives den 31. august 2013, hvis dette ikke blev tilfældet, så havde CIP forlangt en million kroner. Aftalen blev ikke underskrevet den 31. august 2013, da der ikke var flertal for lovforslaget om Østerøtunnelen. Den 5. september 2013 valgte Kaj Leo Holm Johannessen at opsige indenrigsminister Kári P. Højgaard, som derefter blev lagtingsmedlem igen.